# Ferdinand Eisenstein
Ferdinand Gotthold Max Eisenstein (1823-1852) va ser un matemàtic alemany conegut, sobre tot, pels seus treballs en teoria de nombres
, i va demostrar diversos resultats que fins i tot Gauss eludien. Com Galois i Abel abans que ell, Eisenstein va morir abans dels 30 anys. Va néixer i va morir a Berlín, Prússia.

## Biografia
Fill d'una família jueva convertida al cristianisme, el seu pare va servir durant vuit a l'exèrcit prussià i, després, es va dedicar als negocis sense, aparentment, gaire èxit. Des de petit, va demostrar talent en matemàtiques i música. De petit va aprendre a tocar el piano i va continuar tocant i component per a piano durant tota la seva vida. Els seus cinc germans van morir de molt nens i, ell mateix, va patir una meningitis que va fer que la seva salut fos molt dolenta i el va convertir en un hipocondríac.
El 1837, als 14 anys, es va matricular al gimnàs Friedrich Wilhelm, i poc després al gimnàs Friedrich Werder de Berlín. Els seus professors van reconèixer el seu talent en matemàtiques, però als 15 anys ja havia après tot el material que s'ensenyava a l'escola. Després va començar a estudiar el càlcul diferencial a partir dels treballs de Leonhard Euler i Joseph Louis Lagrange.
Va estudiar a diferents escoles i instituts de Berlín i Charlottenburg fins al 1842 en què va anar a Anglaterra i Irlanda on el seu pare havia traslladat el seu negoci. Allà va conèixer William Rowan Hamilton. Sempre estava estudiant pel seu compte les obres de Lagrange, Euler i Gauss. Amb divuit i dinou anys i en el seu temps lliure, va anar a les classes de Dirichlet a la universitat.
El 1842, abans de fer els exàmens finals, va viatjar amb la seva mare a Anglaterra, a buscar el seu pare. El 1843 va conèixer William Rowan Hamilton a Dublín, qui li va donar una còpia del seu llibre sobre la prova de Niels Henrik Abel de la impossibilitat de resoldre polinomis de cinquè grau, un treball que estimularia l'interès d'Eisenstein per la investigació matemàtica.
El 1843 ingressa a la universitat de Berlín i l'any següent publica els seus primers articles al Journal de Crelle. El propi Crelle el recomana a Alexander von Humboldt qui es convertirà en el seu principal valedor.

## Cinc anys extraordinaris
El 1843 Eisenstein va tornar a Berlín, on va aprovar els exàmens de graduació i es va matricular a la Universitat la tardor següent. El gener de 1844 ja havia presentat el seu primer treball a l'Acadèmia Prussiana de les Ciències, sobre les formes cúbiques en dues variables. El mateix any es va reunir per primera vegada amb Alexander von Humboldt, que esdevindria més tard el mecenes d'Eisenstein. Humboldt va aconseguir trobar subvencions del rei, del govern de Prússia i de l'acadèmia de Berlín per compensar l'extrema pobresa d'Eisenstein. Els diners, donats sempre tard i de mala gana, els va guanyar Eisenstein en la seva totalitat: només el 1844 va publicar més de 23 articles i dos problemes al Journal de Crelle, incloses dues proves de la llei de reciprocitat quadràtica i les lleis anàlogues de reciprocitat cúbica i reciprocitat quàrtica.
El juny de 1844 Eisenstein va visitar Carl Friedrich Gauß a Göttingen. El 1845, Kummer es va encarregar de rebre un doctorat honoris causa a la Universitat de Breslau. Jacobi també va encoratjar la distinció, però les relacions posteriors entre Jacobi i Eisenstein van ser sempre difícils, a causa principalment d'un desacord sobre l'ordre dels descobriments fets el 1846. El 1847 Eisenstein va entrar a la Universitat de Berlín, i va començar a ensenyar-hi. Bernhard Riemann va assistir a les seves classes sobre funcions el·líptiques.

## Empresonament i mort
El 1848 Eisenstein va ser empresonat breument per l'exèrcit prussià per les seves activitats revolucionàries a Berlín. Eisenstein sempre va tenir simpaties republicanes i, tot i que no va participar activament en la revolució de 1848, va ser detingut el 19 de març d'aquell any. Tot i que va ser alliberat només un dia després, el dur tracte que va patir va danyar la seva ja delicada salut. Però la seva associació amb la causa republicana va fer que els seus estipendis oficials fossin revocats, malgrat que Humboldt va defensar-lo amb tenacitat.
El 1851, malalt, va haver de deixar la docència temporalment i va morir l'any següent, amb només vint-i-nou anys, quan von Humboldt li havia aconseguit una beca important.
Malgrat la seva salut, Eisenstein va continuar escrivint articles sobre particions quadràtiques de nombres primers i les lleis de reciprocitat. El 1851, a instigació de Gauss, va ser elegit membre de l’Acadèmia de Göttingen; un any més tard, aquesta vegada per recomanació de Dirichlet, també va ser elegit membre de l’Acadèmia de Berlín.
Va morir de tuberculosi als 29 anys. Humboldt, aleshores de 83 anys, va acompanyar les seves restes al cementiri. Fa poc havia obtingut, massa tard, segons va resultar, el finançament necessari per enviar Eisenstein de vacances a Sicília.

## Suposada cita de Gauss
Des de 1847 va ser professor a la Universitat de Breslau, des del 24 d'abril de 1852 membre de ple dret de l'Acadèmia de les Ciències local. L'1 de juliol va pronunciar el seu discurs inaugural, tres mesos després va morir. Gauss va honrar tant la seva amistat que va escriure una col·lecció d'assajos d'Eisenstein, que van aparèixer a Berlín l'any 1848, és a dir, durant la vida de l'autor, amb un prefaci, i Gauss una vegada va dir en una conversa que «Només hi ha hagut tres matemàtics que van fer època: Arquímedes, Newton i Eisenstein»
ET Bell al seu llibre de 1937 Men of Mathematics (pàgina 237) afirma que Gauss va dir «Només hi ha hagut tres matemàtics que van fer època, Arquímedes, Newton i Eisenstein», i això s'ha citat àmpliament en escrits sobre Eisenstein. Aquesta no és una cita de Gauss, sinó que és el final d'una frase de la biografia d'Eisenstein de Moritz Cantor, un dels últims estudiants de Gauss i historiador de les matemàtiques, que resumia el seu record d'una observació feta per Gauss sobre Eisenstein en una conversa molts anys abans.
Encara que és dubtós que Gauss realment posi Eisenstein a la mateixa lliga que Newton, els seus escrits mostren que Gauss tenia molt bona opinió d'Eisenstein. Per exemple, una carta de Gauss a Humboldt, datada el 14 d'abril de 1846, diu que el talent d'Eisenstein és el que la natura només atorga unes quantes vegades al segle (welche die Natur in jedem Jahrhundert nur wenigen erteilt).
L'obra d'Eisenstein es belluga, sobre tot, en tres camps: la teoria aritmètica de les formes quadràtiques, la llei de reciprocitat quadràtica i la teoria de les funcions el·líptiques.

## Publicacions
- «Mathematische Abhandlungen besonders aus dem Gebiete der höhern Arithmetik und der elliptischen Functionen ; mit einer Figurentafel».
- Mathematische Werke: Gotthold Eisenstein. ISBN 978-0-8284-1280-3. Weil's review